# ریچارد ام. جانسون
ریچارد ام. جانسون (به انگلیسی: Richard Mentor Johnson) سناتور سابق عضو حزب دموکرات ایالات متحده آمریکا بود. وی در سال ۱۸۱۹ تا ۱۸۲۴ و ۱۸۲۴ تا ۱۸۲۹ میلادی سناتور ایالت کنتاکی در سنای ایالات متحده آمریکا بود.